# Патерсон, Оуэн
Оуэн Уильям Патерсон (англ. Owen William Paterson; род. 24 июня 1956, Уитчёрч, Шропшир) — британский политик, министр по делам Северной Ирландии (2010—2012), министр по делам окружающей среды (2012—2014).

## Биография
Окончил Колледж Тела Христова Кембриджского университета.
С 1979 года работал в British Leather Company, в 1993 году занял там должность управляющего директора. С 1996 года — президент Ассоциации европейских дубильщиков.
В 1997 году впервые избран как консерватор в Палату общин от округа Северный Шропшир и позднее последовательно переизбирался.
В парламенте принадлежал к евроскептикам, входил в группы сторонников Маргарет Тэтчер — Conservative Way Forward и No Turning Back, специально занимался вопросами сельского хозяйства. В конце 1997 года занимал должность парламентского организатора. Поддержал Иана Дункана Смита в борьбе за лидерство в партии и в 2001 году стал его парламентским частным секретарём, а в ноябре 2003 года Майкл Говард назначил Патерсона младшим теневым министром сельского хозяйства.
В 2007 году занял в теневом кабинете консерваторов должность теневого министра по делам Северной Ирландии.
11 мая 2010 года Дэвид Кэмерон сформировал по итогам парламентских выборов 6 мая 2010 года коалиционное правительство Консервативной и Либерально-демократической партий, в котором Патерсон получил портфель министра по делам Северной Ирландии.
4 сентября 2012 года Кэмерон осуществил перестановки в кабинете, сделав тринадцать новых назначений, в том числе переместив Патерсона в кресло министра окружающей среды, продовольствия и сельского хозяйства.
15 июля 2014 года Дэвид Кэмерон произвёл новые перестановки в правительстве, в результате которых новым министром окружающей среды стала Лиз Трасс, а Патерсон не получил никакого назначения.
После отставки Патерсон основал аналитический центр UK 2020, с которым был связан скандал 2016 года — будучи президентом и одним из двух директоров организации, Патерсон совершал деловые поездки по всему миру за счёт фирмы, не раскрывая её спонсоров. Поскольку он оставался депутатом парламента, от него потребовали обнародовать эти данные.
Будучи сторонником выхода Великобритании из Европейского союза, в октябре 2017 года вместе с несколькими единомышленниками-консерваторами направил письмо премьер-министру Терезе Мэй, в котором призвал готовиться к разрыву с ЕС без заключения торговых соглашений, ввиду бесперспективности переговоров с Брюсселем.
5 ноября 2021 года отказался от депутатского мандата после обвинений в нарушении правил лоббирования, одновременно заявив о своей абсолютной невиновности (16 декабря дополнительные выборы принесли успех кандидатке от либеральных демократов Хелен Морган — тем самым консерваторы потеряли округ, который неизменно удерживали в течение почти 200 лет). После этого палатой общин было принято решение переписать правила поведения для депутатов.

## Личная жизнь
В 1980 году Патерсон женился на Роуз Ридли, сестре виконта Ридли.